# オーランド・ブリッジマン (初代ブラッドフォード伯爵)
初代ブラッドフォード伯爵オーランド・ブリッジマン（英語: Orlando Bridgeman, 1st Earl of Bradford、1762年3月19日 – 1825年9月7日）は、イギリスの貴族、政治家。1784年から1800年まで庶民院議員を務めた。

## 生涯
初代ブラッドフォード男爵ヘンリー・ブリッジマンと妻エリザベス（Elizabeth、旧姓シンプソン（Simpson）、1735年11月14日 – 1806年3月6日、ジョン・シンプソンの娘）の三男（長男ヘンリー・シンプソンは1782年に没、次男オーランドは夭折）として、1762年3月19日に生まれた。1770年から1771年までハーロー校で教育を受けた後、ニューコムズ・スクールに進学、1782年12月15日にケンブリッジ大学トリニティ・カレッジに入学した。
1784年イギリス総選挙でウィガン選挙区から出馬した。ブリッジマン家はウィガン選挙区で勢力を有しており、有力者の第3代ポートランド公爵ウィリアム・キャヴェンディッシュ＝ベンティンクの支持も受けたブリッジマンは無投票で当選した。その後もブリッジマン家とポートランド公爵の選挙協力が続き、ブリッジマンは1790年と1796年の総選挙で再選した。
議会で演説した記録はなかったが、採決ではポートランド公爵派に属し、はじめ野党側だったが、1792年にフランス革命戦争が勃発すると与党に転じた。1793年、オックスフォード大学よりD.C.L.の学位を授与された。
1791年にロイヤル・ランカシャー民兵隊に入隊して大尉になり、1794年9月22日に少佐に昇進した。1799年にシュロップシャー民兵隊副隊長（軍階は中佐）に任命され、1804年に隊長に昇進した。1800年から1804年まではスタッフォードシャー・ヨーマンリー連隊にも大尉として籍を置いた。
1800年6月5日に父が死去すると、ブラッドフォード男爵位を継承した。直後にウィガン選挙区で行われた補欠選挙では娘婿にあたるジョージ・ウィリアム・ガニングが無投票で当選したが、地元の名士ジョン・ヴォース（John Vause、1800年にウィガン市長を務めた）やウィリアム・クレイトン（William Clayton、1801年と1803年にウィガン市長を務めた）が多数の自由市民（freemen）を選出してブリッジマン家の影響力を薄めた結果、ガニングは1802年イギリス総選挙で当選できなかった。ガニングなどブリッジマン家の支持者は1807年にブリッジマン家の影響力拡大を目指したが、失敗に終わり、1820年イギリス総選挙で長男ジョージ・オーガスタスを立候補させるも落選に終わった。
1802年に第7代マウントラス伯爵チャールズ・ヘンリー・クートが死去すると、その遺産のうちイングランドにおける領地を継承した。
1815年11月30日、シュロップシャーにおけるブラッドフォード伯爵とニューポート子爵に叙された。
1825年9月7日にスタッフォードシャーのウェストンで死去、息子ジョージ・オーガスタス・フレデリック・ヘンリーが爵位を継承した。

## 家族
1788年5月29日、ルーシー・エリザベス・ビング（Lucy Elizabeth Byng、1766年10月17日 – 1844年9月20日、第4代トリントン子爵ジョージ・ビングの娘）と結婚、4男1女をもうけた。
- ジョージ・オーガスタス・フレデリック・ヘンリー（1789年10月23日 – 1865年3月22日） - 第2代ブラッドフォード伯爵[2]
- チャールズ・オーランド（英語版）（1791年2月5日 – 1860年4月13日） - 海軍軍人。1819年1月2日、イライザ・キャロライン・チェンバレン（Eliza Caroline Chamberlain、1799年ごろ – 1887年12月11日、初代準男爵サー・ヘンリー・チェンバレン（英語版）の娘）と結婚、子供あり[12]
- ルーシー・エリザベス・ジョージアナ（英語版）（1792年1月22日[3] – 1840年3月17日） - 1810年1月29日、ウィリアム・ウールリッチ＝ウィットモア（英語版）（1858年8月11日没）と結婚[12]
- オーランド・ヘンリー（1794年5月6日 – 1827年8月28日） - 陸軍軍人。1817年7月5日、セリナ・ニーダム（Selina Needham、1876年1月10日没、初代キルモリー伯爵フランシス・ニーダムの娘）と結婚、子供あり[12]
- ヘンリー・エドマンド（1795年10月18日 – 1872年11月15日） - 1820年8月25日、ルイーザ・エリザベス・シンプソン（Louisa Elizabeth Simpson、1880年3月23日没、ジョン・シンプソン閣下（英語版）（初代ブラッドフォード伯爵の弟）の娘）と結婚、子供あり[12]